# Кадыков, Владимир Сергеевич
Владимир Сергеевич Кадыков (6 мая 1984, Калуга) — российский футбольный и мини-футбольный судья. Арбитр ФИФА с 2012 года.
С 2012 года регулярно входит в пятёрку лучших мини-футбольных арбитров России.
Обслуживает матчи чемпионатов Калуги, Калужской области и России по футболу и мини-футболу, матчи Кубка Ерёменко, еврокубков и международных турниров
Отец Владимира — известный футбольный судья, арбитр ФИФА, бывший Председатель федерации футбола Калуги Сергей Петрович Кадыков (род. 1952).
Награждён медалью УЕФА за квалифицированное судейство финальных игр Евро 2018.